# Varme hænder
Varme hænder er et udtryk, der for alvor vandt indpas i forbindelse med overenskomstforhandlingerne og de senere strejker i 2008.
Udtrykket refererer til, at der ifølge de faglige organisationer var brug for flere pædagoger, social- og sundhedsassistenter og andet omsorgspersonale på det offentlige arbejdsmarked.
Varme hænder blev kåret til Årets Udtryk 2007 af tidsskriftet Mål og Mæle.